# Polygala gnidioides
Polygala gnidioides är en jungfrulinsväxtart som beskrevs av Carl Ludwig von Willdenow. Polygala gnidioides ingår i släktet jungfrulinssläktet, och familjen jungfrulinsväxter. Inga underarter finns listade i Catalogue of Life.